# Żodzino Południowe
Żodzino Południowe (biał. Жодзіна-Паўднёвае, ros. Жодино-Южное) – przystanek kolejowy w miejscowości Żodzino, w obwodzie mińskim, na Białorusi. Leży na linii Moskwa - Mińsk - Brześć.